# Sandra Marsaud
Sandra Marsaud (ur. 2 stycznia 1974 w Périgueux) – francuska polityk reprezentująca partię La République En Marche! W wyborach parlamentarnych w czerwcu 2017 r. została wybrana do francuskiego Zgromadzenia Narodowego, w którym reprezentuje departament Charente.